# Filisparsa sinuosa
Filisparsa sinuosa är en mossdjursart som beskrevs av Ferdinand Canu och Ray Smith Bassler 1929. Filisparsa sinuosa ingår i släktet Filisparsa och familjen Oncousoeciidae. Inga underarter finns listade i Catalogue of Life.